# Фуда (станция)
Станция Фуда (яп. 布田駅 фуда эки) — железнодорожная станция принадлежащая Keio Corporation расположенная в городе Тёфу. Подземная станция метро открыта 19 августа 2012 года. На станции были установлены платформенные раздвижные двери, а не автоматические платформенные ворота, обычно устанавливаемые в Японии во время модернизации старых и постройки новых станций метро.

## Планировка станции
2 пути и две боковые платформ.
| 1 | ■ Линия Кэйо | Тёфу ・ Кэйо-Хатиодзи ・(Линия Такао) Такаосангути ・(Линия Сагамихара) Хасимото                        |
| 2 | ■ Линия Кэйо | Мэйдаймаэ ・ Сасадзука ・ Синдзюку ・(Новая Линия Кэйо) Синдзюку ・(Линия Синдзюку) Итигая ・ Мотоявата |

## Близлежащие станции
| «                                  |  | Линия      |  | »    |
| ---------------------------------- |  | ---------- |  | ---- |
| Кокурё                             |  | Линия Кэйо |  | Тёфу |
| Rapid: не останавливается          |  |            |  |      |
| Commuter Rapid: не останавливается |  |            |  |      |
| Express: не останавливается        |  |            |  |      |
| Semi-Ltd. Exp.: не останавливается |  |            |  |      |
| Ltd. Exp.: не останавливается      |  |            |  |      |